# Дзингисукан
Дзингисукан (ジンギスカン, Genghis Khan, «Чингисхан») — блюдо японской кухни, нарезанная тонкими ломтиками баранина, жаренная на гриле или на гридле. Наиболее популярно на Хоккайдо.
Блюдо получило своё название от японской версии имени Чингисхан — основателя и первого великого хана (кагана) Монгольской империи.

## История
В 1918 году японской правительство приняло решение о доведении поголовья овец до одного миллиона, для чего было построено несколько крупных овцеферм.  В дальнейшем, однако, сохранились лишь фермы на Хоккайдо, в Такикава и Цукисаму (Саппоро).  Жителей агитировали использовать в пищу непривычную для них баранину; в 1951 году вышла книга Wool Sheep and How to Raise Them, содержавшую 30 рецептов блюд из баранины и среди них — дзингисукана. 
Первый ресторан, в котором подавали дзингисукан, открылся в Саппоро еще в 1936 году. В 1951 году появился закрытый  Tsukisappu Genghis Khan Club. В 1956 году в Такикава открылся ресторан Matsuo Genghis Khan, который работает и в настоящее время.

## Ингредиенты
Основной  и непременный ингредиент дзингисукана — баранина. Из овощей используются лук, капуста и болгарский перец,  пророщенные ростки сои, для гарнира рис или лапша. В маринаде и соусе могут использоваться яблоки, лук, соевый соус, апельсиновый сок, имбирь и другие приправы. 

## Приготовление
Тонко нарезанную баранину маринуют, а потом жарят на смазанном бараньим жиром железном противне, или на специальной рифленой железной сковороде с приподнятой центральной частью и загнутыми краями сковороды (эти сковороды есть во многих семьях на Хоккайдо; их не используют для приготовления других блюд). Овощи готовятся параллельно с мясом, пропитываясь его соком; отваренные рис или лапша добавляются ближе к концу приготовления.

## В литературе
Британский писатель и путешественник Алан Бут (Alan Booth) так описывает в своей книге The Roads to Sata типичную кулинарную картину Хоккайдо:: «Я заказал большую кружку разливного пива и блюдо из баранины с кабачками, которое японцы считают настолько необычным, что окрестили его «дзингисукан» (Чингисхан) по имени деда великого варвара, с которым они воевали. Пиво, как обычно, на одну треть состояло из пены, но порция баранины была настолько огромной, что потребовался целый час, чтобы её съесть – весьма неплохая компенсация для недолитого стакана пива…»